# Rozes

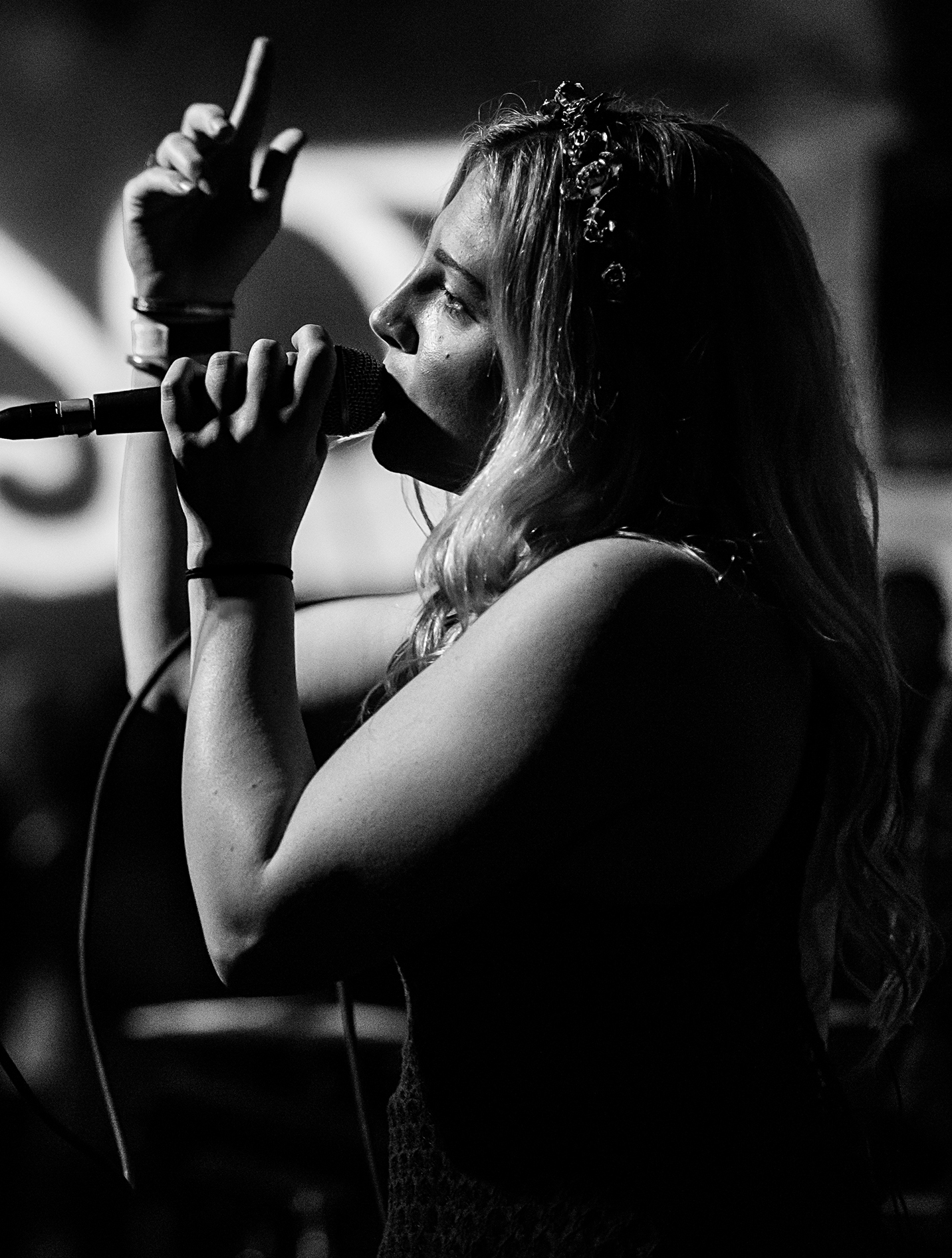
Rozes live (2016)

Elizabeth Mencel (* 14. April 1993 in Philadelphia, Vereinigte Staaten), besser bekannt unter ihrem Künstlernamen Rozes, ist eine US-amerikanische Sängerin und Songwriterin. Bekannt wurde sie durch ihr Mitwirken an der Single Roses des DJ-Duos The Chainsmokers.

## Biographie
Ab dem Alter von sechs Jahren nahm Mencel Klavierunterricht, des Weiteren sang sie im Kinderchor und spielte Violine sowie Gitarre. Laut eigener Aussage wurde Mencel stark von ihrer Großmutter Rose beeinflusst, woher auch ihr Künstlername Rozes herrührt. Mencel schloss das Community College mit dem Associate Degree ab und wechselte dann zur Temple University in Philadelphia, brach die Schule jedoch im Senior Year ab, um sich ganz der Musik zu widmen.

## Karriere
Im Oktober 2014 schrieb Mencel das Lied Limelight für Just a Gent und featured diese in dem Song. Das Lied erreichte über 2 Millionen Aufrufe bei SoundCloud. Das US-amerikanische DJ-Duo The Chainsmokers wurde durch Hype Machine, einen englischsprachigen Musik-Blog, bei dem das Lied Limelight auf Platz 1 stand, auf Mencel aufmerksam, woraufhin sie die Sängerin einluden, einen Song gemeinsam zu schreiben. Roses wurde bereits beim ersten Treffen innerhalb von sechs Stunden fertig geschrieben, wobei Mencel maßgeblich beim Schreiben des Textes beteiligt war. Roses erreichte die Top-10 der Billboard Hot 100 und die Top-20 zahlreicher weiterer Länder und ist somit Mencels erster kommerzieller Erfolg. Für über eine Million verkaufte Exemplare, inklusive Musikstreaming, wurde Roses von der Recording Industry Association of America im Januar 2016 mit einer Platin-Schallplatte ausgezeichnet. Am 14. Februar 2016 erschien ihre Debüt-EP Burn Wild.
2016 veröffentlichte Rozes gemeinsam mit der Instrumental-Electronica-Band Big Gigantic und Rapper Logic das Lied All of Me. Dieses konnte eine Platzierung in den US-Dance-Charts erlangen. Zwischen Ende 2016 und Anfang 2017 arbeitete sie mit der US-amerikanischen EDM-Formation Cash Cash zusammen. Dabei kam die Future-Bass-Produktion Matches heraus, die am 3. März 2017 als Single erschien.

## Diskografie

### EPs
- 2016: Burn Wild

### Singles
- 2014: Everything
- 2015: Roses (The Chainsmokers feat. Rozes)
- 2015: In and Out
- 2015: Limelight (Just a Gent feat. Rozes)
- 2015: R U Mine
- 2016: Hangin’ On
- 2017: Famous
- 2017: All of Me (Big Gigantic feat. Logic & Rozes, US: Gold)
- 2017: Canyons
- 2017: Matches (mit Cash Cash)
- 2017: Girls On Boys (mit Galantis)
- 2018: Where Would We Be (mit Nicky Romero)
- 2018: Mean To Me (mit Stayloose)
- 2019: Halfway There